# آی‌بی‌ام اوسپری
پردازنده آی‌بی‌ام اوسپری (انگلیسی: IBM Osprey)یک سامانه رایانش کوانتومی با ۴۳۳ کیوبیت است که توسط آی‌بی‌ام ساخته شده و در رویداد IBM Quantum Summit 2022 که در ۹ نوامبر ۲۰۲۲ در نیویورک، ایالات متحده برگزار شد، رونمایی شد.
این پردازنده سه برابر بزرگ‌تر از پردازنده قبلی خود، یعنی آی‌بی‌ام ایگل است. این پردازنده باید تا دمای حدود ۰٫۰۲ کلوین (۲۷۳٫۱۳- سلسیوس) سرد شود.